# Agente 007 - Vivi e lascia morire
Agente 007 - Vivi e lascia morire (Live and Let Die) è un film del 1973 diretto da Guy Hamilton.
È l'ottavo film di James Bond, il primo dei sette che vedono Roger Moore interpretare il ruolo dell'agente 007.

## Trama
Tre agenti dell'MI6 vengono uccisi in circostanze misteriose entro 24 ore nella sede delle Nazioni Unite a New York, New Orleans e nella piccola nazione caraibica di San Monique, mentre monitorano le operazioni del dittatore dell'isola, il dottor Kananga. James Bond, l'agente 007, viene inviato a New York per indagare. Kananga è anch'egli a New York, in visita alle Nazioni Unite. Dopo l'arrivo di Bond, il suo autista viene ucciso da Whisper, uno degli uomini di Kananga, mentre porta Bond da Felix Leiter della CIA. Bond, a sua volta, esce illeso nel conseguente incidente automobilistico.
La targa dell'assassino porta Bond ad Harlem dove incontra Mr. Big, un boss della mafia che gestisce una catena di ristoranti in tutti gli Stati Uniti, ma lui e la CIA non capiscono perché il gangster nero più potente di New York lavori con un non importante capo dell'isola. Bond incontra Solitaire, una bellissima cartomante che ha il potere della veggenza e può vedere sia il futuro che gli eventi remoti nel presente.Per far luce sul proprio futuro Bond pesca una carta che si rivela quella con "Gli amanti",cosa che sconcerta Solitaire.Mr. Big chiede che i suoi scagnozzi uccidano Bond, ma Bond li sopraffà e fugge con l'aiuto dell'agente della CIA Strutter. Bond vola a San Monique, dove incontra Rosie Carver, un agente della CIA locale. Si incontrano con l'alleato di Bond, Quarrel Jr., che li porta in barca vicino alla casa di Kananga,dove vive Solitaire. Quando Bond sospetta che Rosie sia una spia di Kananga, Rosie cerca di scappare ma viene uccisa a distanza da Kananga.Durante la notte Bond si reca quindi a casa di Kananga ed usa un mazzo di carte dei tarocchi che mostrano solo "Gli amanti" per ingannare Solitaire,convincendola definitivamente che quello è il loro destino; Bond poi la seduce. Avendo perso la verginità e quindi la sua capacità di predire il futuro, Solitaire realizza che verrà uccisa da Kananga e, quindi, accetta di collaborare con Bond.
Bond fugge con Solitaire e vola a New Orleans dove viene catturato da Mr. Big, che si rivela essere Kananga, produttore di eroina che protegge i campi di papaveri sfruttando la paura dei locali di San Monique nei confronti del sacerdote voodoo Baron Samedi. Come Mr. Big, Kananga prevede di distribuire l'eroina gratuitamente nei suoi ristoranti per aumentare il numero dei tossicodipendenti, di mandare in bancarotta altri spacciatori con il suo omaggio e quindi addebitare prezzi elevati per la sua eroina per capitalizzare l'enorme dipendenza dalla droga che ha coltivato.
Arrabbiato con Solitaire perché ha fatto sesso con Bond e la sua capacità di leggere i tarocchi ora è svanita, Kananga la consegna al barone Samedi perché sia sacrificata. Gli scagnozzi di Kananga, Tee Hee con un braccio solo e Adam con la giacca di tweed, lasciano Bond in balia dei coccodrilli nella sua fattoria nelle paludi della Louisiana. Bond si trae in salvo correndo sopra la schiena degli animali. Dopo aver dato fuoco al laboratorio di droga, ruba un motoscafo e fugge, inseguito dagli uomini di Kananga sotto l'ordine di Adam, così come dallo sceriffo J.W. Pepper e dalla polizia di stato. La maggior parte degli inseguitori viene affondata o lasciata indietro, e Adam non sopravvive all'assalto di Bond.
Bond si reca a San Monique e posiziona esplosivi a tempo nei campi di papaveri. Salva Solitaire dal sacrificio voodoo e getta Samedi in una bara piena di serpenti velenosi. Bond e Solitaire scappano nel covo sotterraneo di Kananga, che li cattura entrambi e procede a immergerli in una vasca per gli squali. Tuttavia, Bond fugge e costringe Kananga a ingoiare una pallottola di gas compresso usata nelle pistole anti squalo, facendo gonfiare ed esplodere il suo corpo. Leiter mette Bond e Solitaire su un treno che lascia il paese. Tee Hee s'intrufola a bordo e tenta di uccidere Bond, ma Bond taglia i fili del suo braccio protesico e fa cadere Tee Hee fuori dal finestrino. Il film termina con l'immagine di un Samedi che ride, seduto sul fronte del locomotore che traina il treno sul quale viaggiano Bond e Solitaire.

## Produzione
La scena in cui Bond, inseguito dai criminali, salta con il motoscafo Glastron l'auto dello sceriffo ha richiesto l'utilizzo di diciassette imbarcazioni. La scena è stata girata nelle paludi della Louisiana e il motoscafo, spinto da un motore Evinrude Starlite 135 HP compie un balzo di trenta metri che gli varrà l'inserimento nel Guinness dei primati.
Il film uscì durante il periodo di maggior successo del genere Blaxploitation e infatti contiene numerosi riferimenti al genere, dall'utilizzo di termini slang al vestiario e alle auto degli antagonisti.

### Cast
- Roger Moore è James Bond, un agente britannico dell'MI6 che viene inviato in missione per indagare sull'omicidio di tre colleghi agenti.
- Yaphet Kotto è il dottor Kananga alias Mr. Big, un primo ministro caraibico corrotto che funge anche da signore della droga.
- Jane Seymour è Miss Solitaire, la sensitiva di Kananga e l'interesse amoroso di Bond.
- Clifton James è lo sceriffo J.W. Pepper, un rozzo sceriffo della Louisiana.
- Geoffrey Holder è il Baron Samedi, lo scagnozzo di Kananga che ha legami con l'occulto Voodoo.
- Julius Harris è Tee Hee, il principale scagnozzo di Kananga che ha una tenaglia per mano.
- Gloria Hendry è Rosie Carver, una giovane agente della CIA a San Monique.
- David Hedison è Felix Leiter, il collega della CIA di Bond che sta anche indagando su Mr. Big.
- Roy Stewart è Quarrel, alleato di Bond. A differenza del romanzo in cui il personaggio compare in più romanzi questa versione presenta il figlio del personaggio già apparso in Agente 007 - Licenza di uccidere.
- Bernard Lee è M, capo dell'MI6.
- Lois Maxwell è Miss Moneypenny, la segretaria di M.
- Tommy Lane è Adam, uno degli scagnozzi del dottor Kananga che insegue 007 attraverso il Bayou della Louisiana.
- Lon Satton è Harry Strutter, un agente della CIA che assiste Bond a New York.
- BJ Arnau come cantante di cabaret.
- Earl Jolly Brown è Whisper, lo scagnozzo di Kananga che sussurra solamente.
- Ruth Kempf nel ruolo della signora Bell, una studentessa pilota

## Colonna sonora
La colonna sonora è stata scritta dal compositore George Martin, ex produttore dei Beatles.
La canzone principale del film, Live and Let Die, è stata scritta da Paul McCartney e dalla moglie Linda, ed eseguita dai due assieme ai Wings. Il brano appare come da tradizione della serie durante i titoli di testa, ed è stato pubblicato come singolo il 1º giugno del 1973.

## Distribuzione
Il film venne distribuito nelle sale statunitensi il 27 giugno 1973, mentre in quelle del Regno Unito il 12 luglio successivo.

### Edizione italiana
Nella scena iniziale Bond sta passando la notte con una ragazza che, nella versione originale in inglese del film, risulta essere un'agente segreta italiana, di nome Caruso, con cui Bond stava collaborando. Tuttavia, nella versione doppiata in italiano, il nome e la nazionalità della ragazza sono stati cambiati e risultano essere francesi.

## Riconoscimenti
- 1974 – Premio Oscar
  - Candidatura alla migliore canzone a Paul McCartney e Linda McCartney per Live and Let Die